# Попівська волость (Пирятинський повіт)
Попівська волость — адміністративно-територіальна одиниця Пирятинського повіту Полтавської губернії з центром у селі Попівка.
Станом на 1885 рік складалася з 10 поселень, 14 сільських громад. Населення — 6615 осіб (3306 чоловічої статі та 3258 — жіночої), 1086 дворових господарств.

## Поселення
Поселення волості станом на 1885:
- Гензерівка
- с. Лемешівка
- Лизогубова слобода
- Оржицький хутір
- с. Попівка
- Причиська слобода

Поселення волості станом на 1912:
- Авілова, хутір
- Бурти, хутір
- Варварівський, хутір
- Васька, хутір
- Гайсиної, хутір
- Гензерівка
- Горбачівка, хутір
- Гречана Гребля,
- с. Лемешівка
- Лизогубова слободка
- Лукомщина, хутір
- Мєшковського, хутір
- Олександрівський, хутір
- Оржицько-Безбородьківський хутір
- Пайки
- с. Попівка
- Причиський хутір
- Райок, хутір